# 星あめり
星 あめり（ほし あめり、1989年8月30日 - ）は、日本のAV女優。NAXプロモーション(New Actor eXperience)⇒フリー⇒ビーダッシュプロモーション所属。現在、撮影会はあめりんの名でフリーの撮影モデルとして復帰し、2025年04月から雨村梨花としてAV女優に復帰。

## 来歴
2017年12月、大手アダルトビデオメーカー「SODクリエイト」からAVデビュー。
2019年よりクラウドファンディング『ラポルノファンディング』を開催。
2018年に出演した作品『美少女仮面オーロラvs絶倫怪人ゼツリンガー〜肉便器に堕とされた聖なる乙女〜』がギガデミー賞2019最優秀作品賞受賞。
2019年6月、ニコ生番組 トイズハートプレゼンツ「ハートの部屋（仮）」第57回にゲストとして出演。脳イキ女優の異名を持つ。
キャットファイトで頸椎損傷の怪我を負い、そのまま撮影を続けていたものの、次第に心身のバランスが崩れ辛くなってきたため、2019年12月から女優業を休業。2020年6月1日より復帰。
2023年1月12日、同月31日をもっての事務所退所、これにともなうAV女優業の引退を発表。撮影会モデルなどの被写体活動や表現活動はフリーランスで継続する。
2024年8月5日週FANZA動画フロアランキングにて、同年4月発売の出演作『【神エロかわいい◆】GALベストッ！！本当にHな娘（ギャル）だけを選びヌいた永久保存版 vol.01』（ぎがdeれいん）が7位に急浮上。

## 人物
趣味は漫画、アニメ、ミニ四駆、プラモデル、サバゲー、水泳、麻雀、書道、アニソンアーティストのLIVE、スヌーピーのグッズ集め。
初体験は20歳の時。好きな体位は寝バック。
ホビーショップで働いていた際、ミニ四駆の担当になったことがあるため知識は豊富で家に走らせるコースがありレースにも何回か出場しているなど割とガチ目なミニ四駆オタク。ショップ時代は責任者だったため、本部や顧客との対応もしており、そこでコミュニケーション能力とスルースキル、メンタルの強さを身に着けたという。AV女優転向はホビーショップでの給料が安かったため、もうひとつの好きな道を経験してみたいと思ったことから。
サバゲー歴は2018年からだが意外と女性が多く参加していることを知ってから月に1、2回のペースで参加。銃自体への興味は以前からあったようで自宅の一室は武器庫と化している。
AV鑑賞も趣味で好きな女優は晶エリーや柚木ティナ、小倉由菜、希志あいのなど。特に晶エリーはAV女優を志すキッカケになった人物で強い憧れを抱いている。
自他ともに認めるマゾだが女性がリードする役を希望したり相手の嫌がっている顔を見るのも好きなど意外とSッ気もある模様。
オナニー頻度は高いが道具は基本的に使わない。しかしオブジェとしてコレクションしている。BLも好み。

## 出演作品

### アダルトビデオ

#### 2017年
- 私のHな妄想叶えてください めぐみ（仮）26歳 AVデビュー（2017年12月7日、SODクリエイト）

#### 2018年
- 人妻ナンパ自宅中出し×PRESTIGE PREMIUM 欲求不満な人妻4名in練馬区・杉並区・新宿区 12 修羅場覚悟の自宅撮影！！妊娠覚悟で生ハメ中出し！！（2018年3月2日、プレステージ）
- ザ・マジックミラー 顔出し！働く美女限定 街頭調査！職場の同僚と日本一エロ～い車の中で2人っきり 理性と性欲どちらが勝つのか！？同じオフィスで働く男女に突然のSEX交渉！！人生初の真正中出しスペシャル！ 7 in池袋（2018年3月19日、ディープス）
- マゾ変態女神 高村のぞみ（2018年4月25日、豊彦）
- 「足つぼマッサージ無料ですよ」とナンパ！足裏の性欲増大性感帯をグリグリ刺激したらパン染みできるほど興奮しちゃった人妻は我慢できずに巨根チ●ポを求めて生セックス懇願！（2018年5月11日、プレステージ）
- 痴漢対策で護身術道場に通う女子はスキだらけで断れない性格ばかりw稽古中に密着セクハラしたところ…（2018年6月8日、プレステージ）
- 親友の奥さんがホットパンツ食い込みエロ尻で誘惑してきたので…（2018年6月8日、プレステージ）
- 自宅玄関で全裸ワンピース！宅配男子に胸チラ＆マンチラ見せつけたらどうなる！？（2018年6月8日、プレステージ）
- 定年退職してヒマになったドスケベ義父の嫁いぢり 星あめり（2018年6月13日、VENUS）
- ショートカット美女たちのパンスト美脚に白濁液ドクドク大放出！！（2018年6月25日、シャーク）
- 欲求腐満子 あめり（26歳） 気持ちよくなると涙が出ます。変態の私をめちゃくちゃにして思い切り泣かせて下さい。（2018年6月25日、ティーチャー/妄想族）
- スピリチュアルナンパ＃01（2018年7月12日、MERCURY（マーキュリー））
- 性奴隷の原石。ガノタ女子まりな（仮名23歳）（2018年7月19日、山と空）
- 脳イキ 星あめり（2018年7月28日、HMJM）
- ＃生中出し出張メイドリフレ Vol.006 星あめり（2018年8月3日、プレステージ）
- 可愛い女の子にイジメられたい…。 変態ドMの私は、自ら懇願し跡美しゅりちゃんにレズ調教されにきました。 星あめり 跡美しゅり（2018年8月7日、ビビアン）
- 五つ星美人妻ナンパ中出し 羞恥心と背徳心が絶頂を呼ぶ 4時間SP（2018年8月15日、ロータス）
- HEROINE陵辱倶楽部06 ～女忍者陽炎奴隷調教～ 星あめり（2018年8月24日、GIGA）
- サカリ 星あめり（2018年9月1日、中嶋興業）
- 彼女が制服に着替えたら。（2018年9月7日、プレステージ）
- 人妻強姦。 File.02（2018年9月21日、MAD）
- 接吻狂い ぐちょぐちょ唾液まみれ3本番 ACT.04 オマ●コよりも感じる敏感で卑猥なくちびる 鈴村あいり（2018年10月12日、プレステージ）
- 人妻湯恋旅行119（2018年10月12日、ゴーゴーズ）
- 就職活動女子大生生中出し面接Vol.003（2018年10月12日、S級素人）
- 地味だけどエロイ！すぐにイクイク！全身性感帯！S級素人出演！！Vol.005 街の本屋さんで働く眼鏡で控えめ系女子は実は…調教されたがるアニオタど変態娘だった。（2018年10月12日、S級素人）
- マジックミラー壁チ○ポ号2 シコってしゃぶって！彼女なら彼チン当ててみてゲーム（2018年10月25日、ROCKET）
- マジックミラー号 新婚カップル限定 旦那の目の前で初めての絶頂ポルチオイキ！意識が遠のいている間に旦那よりも先に孕ませ真正中出し！ 2（2018年10月25日、SODクリエイト）
- 逸材！！ ド素人の人妻は、従順発情ペット。かんな りん あめり（2018年10月27日、ビッグモーカル）
- ネットの地元掲示板で見つけたプラモ大好きなOLが実はAV出演者で超ど変態だった あめり（2018年11月7日、ティーチャー/妄想族）
- 乳首でもイッちゃう！チクビ敏感女子自画撮りオナニー（2018年11月15日、プリモ）
- 夫の知らぬ間！！応募シロウト人妻 ※勝手にAV発売！！！ 背徳人妻たちの願望 5（2018年11月30日、MAD）
- これ見て元気だして！と、僕の股間を元気にさせるマジ天使な憧れのセンパイたち。 部活の先輩女子が先生に怒られている僕を見て不憫に思って、慰めてくれたラッキー。（2018年12月6日、SWITCH）
- 素人ナンパ GET！！ No.199 ビキニ熱盛 クレイジーダイブ編（2018年12月7日、桃太郎映像出版）
- 人妻ナンパ中出しイカセ 28 赤坂編（2018年12月10日、ホットエンターテイメント）
- 家族がいるのに大好きな叔父さんの膝の上でこっそりチ○ポ挿入そのまま中出しまでさせてしまう姪っ子（2018年12月20日、ナチュラルハイ）
- Aラインワンピースのパンチラ（2018年12月25日、アロマ企画）
- 美少女仮面オーロラVS絶倫怪人ゼツリンガー ～肉便器に堕とされた聖なる乙女～（2018年12月28日、GIGA）

#### 2019年
- 巨乳水着ギャルばかりを狙う海の家ナンパエステ14（2019年1月1日、変態紳士倶楽部）
- 初めての極太ディルドで体ビクビク足腰ガクガク敏感おま○こトロトロ即イキ羞恥オナニー 制服女子編3（2019年1月1日、変態紳士倶楽部）
- 海でナンパしたカワイイ水着ギャル15名に一撃顔射しちゃいました！（2019年1月1日、変態紳士倶楽部）
- 誘惑◆アパレルショップ 星あめり（2019年1月4日、ドリームチケット）
- 泥酔×意識不明子 閉店間際のカラオケ店で拾った［ゆかり］とコンパで知り合った［あめり］（2019年1月7日、ティーチャー/妄想族）
- フレッシュ人妻ノンフィクション絶頂ドキュメンタリー！！ 脳内妄想だけでイク超敏感生保レディ 28歳 あめりさん（2019年1月7日、マドンナ）
- 会社には内緒にしてください…「実は私、Mでチ〇ポ狂いするほどドスケベなんです。」Ｍ願望のOLあめりさん 26歳（2019年1月10日、アキノリ）
- 仲良し3人組女子〇生が担任教師を骨抜きにする両乳首とチ〇ポのローテーション3点攻め（2019年1月10日、ナチュラルハイ）
- SOD女子社員 2019年仕事始め 赤面必至の新春ゲームてんこ盛り！無礼講新年会で泥酔しちゃって大乱交姫始め（2019年1月10日、SODクリエイト）
- 今、失踪した愛しい新妻のレイプ映像がDVDで送りつけられて来た... 星あめり（2019年1月13日、オーロラプロジェクト・アネックス）
- パンチラでオナニーしたい草食男子のためのリクエストdeパンチラ2（2019年1月13日、アロマ企画）
- ラグジュTV×PRESTIGE PREMIUM 20 オトナのエロさここに極まる！美女達の本当の姿を余すところなく全部見せます！！（2019年1月18日、プレステージ）
- 素人マゾFILE 奴隷No.1みか（仮名）28歳 自ら調教志願してきた規格外の脳イキ変態鬼マゾ美人妻（2019年1月25日、えむっ娘ラボ）
- 挑発するブルチラハミパン娘。（2019年1月25日、アロマ企画）
- 初心で可愛い女子校生をガチナンパ！まだ絶頂（イク）未経験な乙女たちを電マやカチカチ生チンで開発！でもすぐにイク事はさせません♪寸止め地獄からの解放！イカせまくりで激鬼イキ狂い！あ、あぁ！頭が真っ白になっちゃう！失神寸前の女子校生たちに連続発射です！（2019年1月27日、MERCURY（マーキュリー））
- エビ反りピストン騎乗位（2019年2月1日、アロマ企画）
- レズ飲潮生受精 柏木純子 高村のぞみ（2019年2月1日、豊彦）
- 【HD】第3回 激戦 白い水着の頂上決戦 THE 3RD BATTLE 02 チームストーム第一試合 佐野あいVS星あめり（2019年2月1日、CF×FC キャットファイト×フェチクラブ）
- パツパツ尻パンストに擦りつけたい。 近所の若妻たちのムチムチ太股パンストを見てたら、奥さん達も夫以外の男に見られて発情しちゃった！（2019年2月7日、SWITCH）
- 悲劇の寝取られ山ガール 唾液と愛液と精液が混じり合う獣欲の山荘 彼氏の前で強制連続種付け 星あめり（2019年2月13日、オーロラプロジェクト・アネックス）
- 絶頂乳首舐めレズ（2019年2月19日、ゑびすさん/妄想族）
- ラグジュTV×PRESTIGE PREMIUM 21 オトナのエロさここに極まる！美女達の本当の姿を余すところなく全部見せます！！（2019年2月22日、プレステージ）
- 美少年ヒロイン 光撃戦隊パーフェクトレンジャー 狙われたイエロー！男色幹部の恐怖 （2019年2月22日、GIGA）
- 秘書in… ［脅迫スイートルーム］ 星あめり（2019年3月1日、ドリームチケット）
- ダブルバーチャルレズベロキス 2（2019年3月1日、ゑびすさん/妄想族）
- シンプルに上手なフェラ 見た目普通の女の子なのにじゅっぽじゅっぽとエッチな音立てながらフェラする素人娘12人（2019年3月7日、かぐや姫Pt/妄想族）
- 肉体接待を強要されたドM若女将 星あめり（2019年3月13日、オーロラプロジェクト・アネックス）
- パンツ越しの素股＆尻コキ 接触部がよく見えるように男子もブリーフ着用！（2019年3月13日、アロマ企画）
- 120％リアルガチ軟派伝説 vol.70 神戸の巨乳（G＆Fカップ）と美乳女子全員中出し！！！（2019年3月15日、プレステージ）
- 放課後鼻舐め口臭嗅ぎ倶楽部（2019年3月19日、ゑびすさん/妄想族）
- 超絶敏感な淫語バーチャル乳首オナニー2（2019年3月19日、ゑびすさん/妄想族）
- がぶ飲み放尿小便！素人娘12人の新鮮おしっこを直で飲尿させていただきました（2019年3月19日、かぐや姫Pt/妄想族）
- 性欲処理専門 セックス外来医院17 「新設・激イキ科」 超高感度ナース特集！編（2019年3月21日、SODクリエイト）
- 悩殺！！たっぷり唾液で迫るバーチャルべろキス（2019年4月1日、ゑびすさん/妄想族）
- オイルひたひた性感帯徹底責めイカセ性感レズエステ（2019年4月1日、ゑびすさん/妄想族）
- 刺激を求める敏感素人妻に男にも女にもイカされる混合SEX（2019年4月11日、コスモス映像）
- イキイキ活発ショートカット3姉妹のスポーツエロに興奮（2019年4月11日、SWITCH）
- 強制スワッピング 孕ませ輪姦 「あなた見ないで...私、いま、他の男の熱い精液を子宮に注がれ...凄く感じてます...」 今井麻衣 星あめり（2019年4月13日、オーロラプロジェクト・アネックス）
- ドキュメンTV×PRESTIGE PREMIUM 家まで送ってイイですか？ 29 美巨乳×絶妙くびれ×エロ尻=最強翼さん銀座のクラブ勤務 シリーズ初！人妻の家！高身長170cm！かえでさんガールズバー経営 言葉責めだけでガックガク！無限絶頂娘夕子さんアニメショップ店長（2019年4月19日、プレステージ）
- あなたのチ●ポ洗います。2 素人アルバイト9人（2019年4月19日、かぐや姫Pt/妄想族）
- 仲良し2人組いじり比べ痴漢 友達の前で交互にイカされた女子○生（2019年4月25日、ナチュラルハイ）
- BWP NEXT02 開催記念スペシャルマッチ THE LEGACY（2019年5月3日、バトル）
- 素人娘のおま●こ図鑑 じっくりおっぴろげ女性器コレクション12人（2019年5月7日、かぐや姫Pt/妄想族）
- レズゲロファック（2019年5月8日、JADE）
- 親子丼拘束 ～繋がれたまま互いにイキ潮を浴びせられる母と娘～（2019年5月9日、ナチュラルハイ）
- 日常盗撮 所構わずこっそり没頭 我慢出来ない女子社員オナニー（2019年5月15日、プリモ）
- ダブルバーチャルレズベロキス 3（2019年5月19日、ゑびすさん/妄想族）
- 乳首で即イキ！言葉で脳イキ！ハメて叩いて激イキ！美人アニメショップ店員の超敏感ドマゾご奉仕SEX！ 星あめり（2019年5月25日、オーロラプロジェクト・アネックス）
- 変態なま唾レズ接吻狂 ～女子大生が堕ちゆくなま唾痰まみれレズ猥褻淫交痴態！！～ 阿部栞菜 星あめり（2019年6月1日、U＆K）
- 口臭嗅がせ鼻突っ込み舐めレズ（2019年6月1日、ゑびすさん/妄想族）
- （裏）手コキクリニック 大量精液採取編 性交クリニック 11 超業務的リアル看護 8性交×200分SP（2019年6月6日、SODクリエイト）
- 素人娘のアナル図鑑2 呼吸をするようにヒクヒクと動く肛門をじっくり観察 おっぴろげアナルコレクション13人（2019年6月7日、かぐや姫Pt/妄想族）
- ガチベロ濃密絡み合い唾液レズ接吻 2（2019年6月9日、ゑびすさん/妄想族）
- 新放課後美少女回春リフレクソロジー+ Vol.023 星あめり（2019年6月14日、ケイ・エム・プロデュース）
- 可愛く献身的な若妻は介護している義母の前で犯されてドスケベ淫女に目覚めてしまう 星あめり（2019年6月16日、マキシング）
- 放尿を見られた女性教員の生まれて初めてのイキっぱなしSEX（2019年6月20日、アキノリ）
- 肌がふれあう密着回春マッサージ（2019年6月25日、アロマ企画）
- ミス・マーシャル　～破壊指令！お嬢様戦士無残～（2019年6月28日、GIGA）
- こんな野外で？！顔射後も止めない突然の笑顔しゃぶりで連続2回おねだり女子○生5（2019年7月11日、ナチュラルハイ）
- お花見中のホロ酔い女子大生3人組や人妻3人組が巨チン男と人生初のハーレム4P体験！！～花びら大回転！ハメ比べをして今春1番の気持ちいいマ○コを探しちゃいます～ マジックミラー号（2019年7月11日、SODクリエイト）
- 生中出しアイドル枕営業 Vol.002 （2019年7月12日、ケイ・エム・プロデュース）
- 春のフレッシュマン社会人限定!「童貞さんとエッチしてもらっても良いですか?」まだ仕事に慣れていないウブな新入女子社員に勃起見せつけ!ぐちょ濡れオマ●コに素股プレイ中ヌルっと生挿入!胸キュン筆下ろし!新生活頑張っていきましょうSPECIAL vol.002（2019年7月12日、S級素人）
- AJOI 究極の完全主観オナニーサポートDVD Tバックパンツ挑発3 Aromatic Jerk Off Instruction（2019年7月13日、アロマ企画）
- 野外テント 自画撮り大興奮早イキオナニー（2019年7月15日、プリモ）
- 「誰のフェラが一番気持ち良かった？」フェラに自信満々の姉友たちがボクのチ○ポでフェラテクを披露すると言い出し集団フェラの神展開に！！大学生になったボクは姉と2人暮らしを始めたのですが、姉の女友達がしょっちゅう家に来るので肩身が狭すぎます！今日も宅飲みが…（2019年7月19日、Hunter）
- ご近所若妻の接吻レズビアン・夫に内緒の禁断の快楽（2019年7月25日、ヒビノ）
- ガーリー系アパレルモデルの挑発パンチラ 僕はパンチラカメラマン！2nd Season（2019年7月25日、アロマ企画）
- 東京同人倶楽部 02（2019年7月26日、TOKYO同人倶楽部）
- 初心で可愛い素人女子校生がオジサンの18センチデカチンを前に「えっ！すごい…」と赤面！電マやカチカチのデカチンで寸止め生き地獄からのラップ素股でラップを突き破ったり有無を言わさずいきなりズボっと挿入！乙女のオ○ンコかき回し突きまくって放心状態の女子校生その1（2019年7月27日、First Star）
- 発情娘に種付生ハメ! ド変態覚醒イクイクOL 星あめり （2019年7月27日、シャーク）
- 出張でやってきた暑い夏の旅館。湯上がりで着乱れた浴衣姿の若い女性が団扇であおぎながら外で涼んでいる！そんな彼女のはだけて見える勃起乳首、パンチラ、乱れ髪のうなじにソソられ思わず勃起！（2019年8月1日、SOSORU×GARCON）
- 自宅を占拠され抵抗するのをあきらめた女は暴れないし、叫ばないし、泣きもしない！ただひたすら早く終わってくれと願い、朝から晩までほぼ24時間…（2019年8月7日、アパッチ）
- 超絶倫童貞少年！もうヤメて！と逃げる義妹を家中追いかけまわして何度も何度もイラマチオしまくり！何度も何度も発射しまくり！突然出来た義妹は…（2019年8月7日、Hunter）
- マジックミラー号 アナウンサー志望の高学歴女子大生限定！「女子アナの面接を体験してみませんか？」電マで責められも、チ〇コを挿入されても、見物客にガン見されても何があってもカメラ目線！！2（2019年8月8日、SODクリエイト）
- アナウンサー志望の高学歴女子大生限定！「女子アナの面接を体験してみませんか？」電マで責められても、チ○コを挿入されても、見物客にガン見されても何があってもカメラ目線！！2（2019年8月8日、SODクリエイト）
- プール付きホテル盗撮 友達に内緒のマン汁ぴちゃぴちゃ高揚オナニー（2019年8月15日、プリモ）
- 女流監督「伊達彩華」の真性ハメ撮りレズドキュメント VS神ユキ あずみひな 星あめり（2019年8月19日、ゆりえっち/妄想族）
- 壮絶痰唾えずき汁ぶっかけ顔面舐め愛レズVol.01 ～The World’s Strongest Face Licking Lesbian（2019年8月19日、ゆりえっち/妄想族）
- 【体液中毒】ネバ汁唾液交換ベロ交尾レズ Vol.01（2019年8月19日、ゆりえっち/妄想族）
- 挿入に気づかないレズビアンカップル（2019年8月22日、SODクリエイト）
- 十字架磔アクメ地獄 美聖女戦士セーラーアクアス 星あめり（2019年8月23日、GIGA）
- 性感帯徹底舐めエステレズ（2019年9月1日、ゑびすさん/妄想族）
- 息子の嫁 星あめり（2019年9月1日、プラネットプラス）
- 全身リップ大好き 超変態関西弁メイド 星あめり（2019年9月5日、MILK）
- SWITCH8周年記念作品 黒パンストが好きならこれでどう？！ 黒パンスト女子社員が僕のチ○ポを争奪戦！ 右を見ても左を見ても黒・黒・黒の黒パンスト祭り！1人のマ○コだけじゃ許されず複数マ○コにブチ込みます！（2019年9月12日、SWITCH）
- 初レズ女子たちにイキナリ濃厚な同性愛SEXをさせてみたら…想像以上に卑猥なレズ性交で経験者の星あめりも本気絶頂（マジイキ）！！（2019年9月13日、セレブの友）
- 素人妻ナンパ全員生中出し5時間セレブDX 66（2019年9月15日、ロータス）
- 玄関開けたら即イラマ！！突撃イラマ10人隊！若妻編（2019年9月19日、アパッチ）
- 昼下がり町内会！若妻たちのちょっと危険でかなりHな王様ゲーム！！18 母の代理で参加した町内会の集まりでまさかの展開！若い時に王様ゲーム…（2019年9月19日、Hunter）
- 仲良くなった風俗譲と天蓋プライベートセックスデート（2019年9月24日、SEX MACHINE）
- 「誰も知らないし言えないけど…セックス大好きっw」制服お嬢様の放課後は何度もイッちゃう変態J○中出し性交（2019年9月25日、ホームルーム/妄想族）
- クルンと性別反転！TSFアバターミラー2（2019年9月26日、ROCKET）
- 美女の唾液を味わう特濃ベロキス手コキ（2019年10月10日、アキノリ）
- 素人×淫乱×大乱交 新人女優限定のSEX合コン 星あめり 松衣優奈 東山想葉 鈴華はる（2019年10月13日、セレブの友）
- 義父の狂気！「俺をイカせたら許してやる！」従うしか選択肢がない気弱な義理の娘たち（2019年10月19日、アパッチ）
- 超心優しい幼馴染の女子校生とSEX練習！「そんなに経験ないけど私で良かったらSEXの練習台にして…何回失敗してもいいから…」（2019年10月24日、アイエナジー）
- 手の指でマ○コを隠さないから穴へのヌキサシと淫汁ぐちゅぐちゅがよく見える！淫語かたりかけスティックローターオナニー3（2019年10月24日、アイエナジー）
- NEWガチンコ全裸レズバトル2（2019年10月24日、ROCKET）
- 最強属性36 星あめり（2019年10月25日、プレステージ）
- 中出し町内会 僕だけが知らない故郷の風習で愛する妻が村人全員に寝取られてしまいました 星あめり（2019年11月1日、ミセスの素顔/エマニエル）
- 学校帰りの女子校生が水着に着替えて参加！ヌルヌル泡泡ソープ体験（2019年11月7日、アイエナジー）
- 同人ヒロイン凌辱 美少女戦士セーラーメルクス 星あめり（2019年11月8日、GIGA）
- NTRスペシャル240！！（2019年11月16日、マキシング）
- 媚薬チ○ポ串刺しピストン鬼反りイキ！！ボクたちを子ども扱いするウザい義理姉の飲み物に媚薬を投入！！さらに媚薬チ○ポで上下のお口に同時串刺し…（2019年11月19日、アパッチ）
- パンストブーツ脚フェチレズ（2019年11月19日、ゑびすさん/妄想族）
- ツバ唾液ねっとり濃厚キス（2019年11月19日、ゑびすさん/妄想族）
- 素人ナンパでセンズリ鑑賞5 見るだけでいいんです！だからちょっと僕のチ●ポ見てもらえませんか？（2019年11月19日、かぐや姫Pt/妄想族）
- 職業体験で知り合ったお姉さんに童貞を捧げた俺（2019年11月21日、アキノリ）
- 星あめり 緊縛解禁（2019年11月21日、アイエナジー）
- 放課後円光 生ハメ中出し女子●生 ROOM-009（2019年11月25日、ホームルーム/妄想族）
- 口臭嗅ぎ鼻舐め（2019年12月1日、ゑびすさん/妄想族）
- マッサージ師のなすがまま、カーテン越しに上から下まで弄られまくりの人妻たち！！声を殺して、鼻息も荒くオイルで火照ったカラダをふるわせ旦那にバレずにイキ放題っ！！久々の中出しに子宮は切なく痺れ、たっぷり染み込む他人種がメスの性を目覚めさせるっ！！3（2019年12月6日、LEO）
- 女性限定！素人ナンパ！ 美谷朱里と気持ちいいことしませんか？凄テクレズビアンSEX！（2019年12月7日、ビビアン）
- ママさんバレー猛練習 ハイレグブルマ姿の人妻8人にえっちなイタズラ！（2019年12月7日、かぐや姫Pt/妄想族）
- あめりの！（2019年12月13日、あら、スケベ/HERO）
- 【脳みそバグ子】変態イキまくりのドマゾ娘！メス汁垂れ流しのアヘイキMAX！エロ過ぎる肉尻をバッチバチに叩きながらキメパコ調教しちゃいましたwww 星あめり（2019年12月19日、チキチキカマー/妄想族）
- 人妻湯恋旅行 蔵出し秘蔵映像集【四】（2019年12月20日、ゴーゴーズ）
- ヒロインハンティング 警護戦隊ガードレンジャー ～獲物はガードピンク～ 星あめり（2019年12月27日、GIGA）

#### 2020年
- ダブルバーチャルレズベロキス 5（2020年1月1日、ゑびすさん/妄想族）
- 一分一秒がもったいない！！とにかくイチャイチャエッチがしたい！絶対に手を出してはいけない兄嫁と禁断の濃厚セックス！！共働きの兄夫婦と一緒に…（2020年1月7日、Hunter）
- 素人娘の全裸図鑑9 今時の女の子13名が恥らいながら脱衣していく様子をじっくり撮影した、変態紳士のためのヘアヌードコレクション（2020年1月7日、かぐや姫Pt/妄想族）
- シンプルに上手なフェラ5時間 2nd 見た目普通の女の子なのにじゅっぽじゅっぽとエッチな音立てながらフェラする素人娘35人（2020年1月7日、かぐや姫Pt/妄想族）
- 抑えきれないフェラ欲でよだれダラダラ！？チ○ポをジュルジュルフェラする女（2020年1月9日、アキノリ）
- しゃがんだお尻の穴の収縮とシワの本数までバッチリ分かるアナルひくひくオナニー（2020年1月13日、アロマ企画）
- 黒パンストの下半身が卑猥にクネるオナニー快楽（2020年1月13日、セレブの友）
- 「おばさんの息子いじめるのをやめてやるから、その代わり飽きるまでセックスさせてよ」身代わりとなった母親はいじめっ子の連日中出しセックスで…（2020年1月19日、お夜食カンパニー）
- 白濁痰唾ぶっかけごっくん脳内アクメレズ（2020年1月19日、ゆりえっち/妄想族）
- 須崎まどか 星あめり 従姉妹レズ開花 レズ解禁（2020年1月23日、アイエナジー／IESP）
- スーパーヒロイン裏切りレズ凌● 護星戦士スターエンジェル 愛に狂ったペガサス（2020年1月24日、GIGA）
- ニューハーフ強制ドM化実験 被験者＃01 さくや（2020年1月25日、TRANS CLUB））
- 濃厚キス唾液交換（2020年2月1日、ゑびすさん/妄想族）　(レーベル一覧）
- デリヘルで呼んだ娘が、敏感すぎて潮吹いて僕の部屋をビショビショにするので怒ったらヤラせてくれたけど、感じまくりまさかの連続イキ！更にハメ潮吹きまくって困った！9（2020年2月6日、アイエナジー）
- あなたよりエッチな知り合いを紹介してください！2スケベな子の友達はヤリマンのハズ！誰が見ても何度ヤってもエロい‘すべらない女子’をハメ倒す！（2020年2月10日、ホットエンターテイメント）
- コタツの中で内緒で悪戯 歳の近い義母が欲情極まり近親○姦生中出し6（2020年2月10日、ブリット）
- 私の彼氏（カレ）は疑似恋愛人形（メンズラブドール）4 星あめり（2020年2月13日、セレブの友）
- ヒロイン凌●Vol.125 はじけてメルピュア！引き裂かれた二人（2020年2月14日、GIGA）
- 喉マ●コ中出し美少女調教イラマチオ 星あめり（2020年2月14日、ケイ・エム・プロデュース／REAL）
- 全身ラップ拘束痴漢（2020年2月19日、アパッチ）
- ノーハンドフェラは奴隷の証！2 手を使わずにフェラチオする13人の素人娘（2020年2月19日、かぐや姫Pt/妄想族）
- 【中出しリフレ】色白清楚リフレ嬢（2020年2月21日、黒船）
- 究極の鼻水唾液交換 口臭嗅ぎ鼻舐め（2020年3月1日、ゑびすさん/妄想族）
- ニーハイブーツレッグフェティッシュ・美脚コキ03（2020年3月1日、ゑびすさん/妄想族）
- えっ！！友達のカノジョが僕の布団の中に潜り込んできたっ？！「ねえ、しよっか？布団の中だったらバレないからしてもいいよ♥」（2020年3月6日、LEO）
- えっ？マジ！発情した女が突然の乱入！？2人の女にチ○ポを舐めたおされた俺（2020年3月12日、アキノリ）
- 新宿で見つけた超敏感女子大生がヌルヌル素股に挑戦！何度イッてもガン突きピストンで連続中出し！（2020年3月12日、アイエナジー）

"*男社会で働く同僚の人妻工員は業務終了時に日課のようにセクハラ痴漢され絶倫工場チ◎ポの無慈悲な中出しをただ受け入れるのみ…（2020年3月13日、	ゲッツ！！）"
- 星あめりを本気で酔わせてみる1日呑んだくれAVドキュメント！（2020年3月13日、セレブの友）
- 敏感ちっぱい乳首舐めレズ（2020年3月19日、ゑびすさん/妄想族）

"*社内で居残り露出を楽しんでいたOLはその一部始終が同僚にバレてしまうと激しい羞恥快感に襲われうれション発情し…（2020年3月20日、	ゲッツ！！）"
"*ゼッタイ洗脳！強制アナル舐め奴隷シール！！正義感が強い息子の担任が俺をやたらと小馬鹿にするので、奴隷シールを使って俺専用の服従ペットにしてやったwww（2020年3月20日、	ゲッツ！！）"
- 素直で距離感近すぎ！ ショートカットが似合う子は絶対カワイイの法則！ 爽やか美女16人4時間（2020年4月25日、ビッグモーカル）
- いつも綺麗なあの娘がメイクを落とした素顔を晒す…可愛いすっぴん顔にぶっかけ顔射SEX！！（2020年4月25日、セレブの友）

"*友達の奥さんがホットパンツ食い込みエロ尻で誘惑してきたので…（2020年5月8日、	ゲッツ！！）"
"*Hとお小遣いに興味のある都内で働くOLさんにリモバイ散歩をお願いしたところ赤面しながら羞恥興奮し…（2020年5月8日、	ゲッツ！！）"
"*久しぶりに家族が集まった実家で私の妻がデカチン自慢の親戚一同から4P輪●されてしまい悔しいのでそのままAV発売お願いします（2020年5月8日、	ゲッツ！！）"
- えっちな女子校生の淫語かたりかけぐちゅぐちゅ連続絶頂ブルマオナニー 4（2020年5月21日、アイエナジー）
- 完全撮り下ろし！ヌルヌルのオイルまみれ美女 挑発オナニー7連発！！（2020年5月25日、セレブの友）
- 全身匂い嗅ぎ舐めレズ（2020年7月1日、ゑびすさん/妄想族）
- サカリ黒選 Vol.1（2020年7月1日、中嶋興業）
- 赤面女子2周年作品 プライベートビーチ大乱交 泊り酒池肉林8P本中12発2枚組500分（2020年8月14日、赤面女子）
- 女性に人気の性感治療「Gショット」 星あめり 大槻ひびき 推川ゆうり 森沢かな（2020年8月25日、セレブの友）

"*金髪奥さんは下の毛は剛毛で淫らで優しい♪オトコを呼び寄せ中出し＆顔射＆童貞中年筆おろし。狂ったように淫らな濃厚セックスに没頭するドマゾ若妻 星あめり（2020年9月13日、	AVS collector’s）"
- 「マジ悪魔！？」同級生のギャルにイジメられ僕のチ●コは臨界点突破ッ！さ・ら・に！！ 杭打ちピストンで何発も中出しで鬼イカセられる僕…（2020年9月18日、DOC）
- 【神イキ認定】即効でバリカタち●ぽにさせてくれるぐうかわ金髪ギャルのデカ尻肉感エロボディーとぐっちょりSEX！ 星あめり（2020年9月19日、チキチキカマー/妄想族）
- 丸出しストリップ・ダンス・ショー始まるよ！（2020年9月25日、1113工房/妄想族）
- ワタシを外に連れ出してくれませんか？1room部屋に引きこもる根暗な金髪美少女を野外に連れ出して中出しセックスしまくり！！（2020年9月25日、NPJ）
- 友達同士。SEXに溺れ合うレズ関係。 木下ひまり 星あめり（2020年10月7日、ビビアン）
- 絶倫白ギャル長女の家庭内チ●ポ調教 星あめり（2020年10月9日、ケイ・エム・プロデュース／REAL）
- 嫁の連れ子姉妹を媚薬チ○ポでイキ狂わせて性奴隷にするまでの3日間。 冬愛ことね 星あめり（2020年10月13日、ムーディーズ）
- 自画撮り人妻12人！ 指入れアクメ膣痙攣オナニー（2020年10月15日、ロータス）

"*元ヤンマゾギャルの中出しバイト 玄関開けたらマン汁垂らして即ハメOK！痙攣マ●コがギューギュー締まり膣内射精しまくり！ 星あめり（2020年10月19日、	kira☆kira）"
- ナンパした素人娘に俺のチ●ポを見せつける！センズリ鑑賞3 怒涛の5時間27人SPECIAL（2020年10月19日、かぐや姫Pt/妄想族）
- 街角シロウトナンパ！vol.93あなたよりエロい友達（ヤリマン）を紹介して下さい！ 14（2020年10月23日、PRESTIGE PREMIUM DX）
- サイレント陥落地獄 魔法美少女仮面フォンテーヌ 星あめり（2020年10月23日、GIGA）
- 尻肉と肛門いかがですか？（2020年10月25日、1113工房/妄想族）
- レズ美魔女の蜘蛛の巣に捕まった女子大生 ～美貌の秘訣は若い女の体液～ 星あめり 小日向まい（2020年11月1日、U＆K）
- バイト先の欲求不満を隠せないピタパンデカ尻妻にハニカミ挑発され青年チ○ポを差し出したら毎日生中出しSEXさせてくれた。 星あめり（2020年11月1日、ルナティックス）
- 潜入！！噂のリンパマッサージ店 4「裏オプション、いかがなさいますか？」（2020年11月6日、LEO）
- イラマ×中出し×ぶっかけ輪姦 いつも男に混ざって遊ぶ色気も無いし、生意気な女子大生にイラマ！中出し！ぶっかけしまくってチ●ポ堕ちさせるまで…（2020年11月7日、Hunter）
- 街角シロウトナンパ！ Vol.94 女子大生をガチ口説き。15（2020年11月13日、PRESTIGE PREMIUM DX）
- 叱られJOI君をオナニーの刑に処する！（2020年11月19日、アロマ企画）
- 職場で足フェチがバレてしまい女性部下の脚奴隷として何度も射精させられる Vol.2（2020年11月19日、アロマ企画）
- 女体化したガチヲタ男性（28）に徹底取材 ドMオーラ全開だったのであえて焦らしたら「早く犯して」と懇願しだしたのでお望み通りメス堕ちさせた 田邊豊大（2020年11月19日、かぐや姫Pt／女体化症レポート）
- 私、ひきこもりだった学生時代からクラスメイトの男子達に種付けされ続けてるの…そう、大人になった今も。。。（2020年11月25日、本中）
- 夫がいるのに泣きながら囁き淫語で部下を誘惑する上司の妻は久しぶりに膣奥を突かれ気持ち良すぎて涙が止まらない嬉し泣きセックス（2020年11月26日、DANDY）
- 足を伸ばせば貴方もシンクロ！もう足ピーンしか愛せない！ 星あめり（2020年12月10日、レイディックス／抜群）

#### 2021年
- ラッキーな胸チラを発見し、気づかれないように見てたけど、やっぱりバレてた？！ 16～人妻の日常編～（2021年1月2日、LEO）
- 自画撮り ぶっかけ白濁ローション 爆イキ放題！全裸オナニー（2021年1月15日、プリモ）
- ながら小悪魔 片手間でヌカされる快楽（2021年1月25日、アロマ企画）
- 義母との禁断の恋！『お願い！言葉なんていらない激しく私を抱いて！飽きるまでわがままに抱いて！』実は義母と付き合うようになってしまったボク…（2021年2月7日、Hunter）
- 美女たちの足裏をふやけるまで舐めたい！2（2021年2月11日、レイディックス／抜群）
- サバゲー女子×腿こき（2021年2月19日、アロマ企画）
- M剛毛人妻 不倫旅行 縛られて発狂歓喜 青天井快楽に大昇天（2021年2月19日、ABC/妄想族）
- カワイイ女子○生とエッチするために僕は教師になったんだ！14（2021年2月25日、SWITCH）
- 全裸鑑賞9（2021年2月25日、1113工房/妄想族）　(レーベ）
- ノーブラノーパンで挑発してくるスケベ奥さんが隣に引っ越してきた！ 星あめり（2021年3月4日、グローリークエスト）
- 無職のメンヘラに中出し 星あめり（2021年3月9日、ケー・トライブ）
- 妄想ちゃん。【素人娘×性癖解放】 03 1※閲覧注意の異次元FUCK/上野さん（21）全身クリトリスJD 2業界激震！2刀流G乳監督/ゆいさん（20）AV監督志望G乳女子 3乱交トリップで奇跡の10射精/さきさん（32）ハーレム狂乱人妻（2021年3月19日、Jackson）
- 唾液・小便中毒女 えな（2021年3月19日、ゑびすさん/妄想族）
- 【個撮】どこでもフェラ2 11人（2021年3月19日、かぐや姫Pt/妄想族）
- えっちな女子校生の淫語かたりかけぐちゅぐちゅ連続絶頂指オナニー2（2021年3月25日、アイエナジー）
- 優しい美乳いもうとのHOW TO中出しセックス 星あめり（2021年4月6日、ケー・トライブ）
- モーレツ肉食系女子の下半身に男子は華麗に暴発する 星あめり（2021年4月7日、アロマ企画）
- ほろ酔いセフレとハメ撮り海物語♪びっしり剛毛マン毛を見せつけて急性露出発情！！青姦SEX痙攣イキ24回絶頂感無量！ あめり（2021年4月16日、ゲッツ！！）
- ボクの目の前で憧れの先輩女子社員2人がまさかの濃厚キス＆イカせ合い！かと思ったらボクのイカせ合いに！会社の飲み会後、2人の先輩女子社員が…（2021年4月19日、Hunter）
- おマ●コとアナルがハッキリ見える 素人娘の超接写オナニー 12人（2021年4月19日、かぐや姫Pt/妄想族）
- 逆監禁ちくび洗脳 ドSの巨匠AV監督がファンの美女に乳首責めでM男化される 星あめり（2021年5月19日、ドグマ）
- M男たちの射精寸前煩悩チ○ポを焦らし寸止めされ続ける最高のM性感風俗 星あめり（2021年5月19日、M男パラダイス／MO Tight）
- お尻大好きしょう太くんのHなイタズラ 紺野ひかる/星あめり（2021年5月20日、グローリークエスト）
- 快楽求めてオナニー三昧！動かぬ体で絶頂艶舞！クネる淫体14選！（2021年5月25日、セレブの友）
- 欲求不満を隠せない不動産屋のピタパン尻人妻OLに 内見中に無自覚挑発されデカチン即ハメ中出ししたら ご無沙汰ま○こが満足するまで何度も精子を搾り取られた。 星あめり（2021年6月1日、LUNATICS）
- 「お願いやめて！もう我慢できない！」弱みを握られた女子（女上司、看護師、友達の彼女…）はリモバイを仕込まれガクブル痙攣大量失禁！（2021年6月7日、Hunter）
- 痛いと気持ちいいで脳汁ダラダラ！！ 噛みつき快感手コキ（2021年6月7日、M男パラダイス／MO Platinum）
- 快感精飲 最後の一滴までザーメンを飲みたがるフェラチオ依存症むすめリメイク（2021年6月10日、SUN）
- 新婚妻 結婚式からわずか一週間で他人棒に味をしめてしまいました。 星あめり（2021年6月10日、センタービレッジ／桃色吐息）

"*飲み会後、終電逃してラブホに泊まることになった僕と親友カップル。相部屋川の字で寝ていたところ隣に彼氏（親友）がいるにも関わらず、僕のチ●ポを漁り出し、エンドレス逆夜●いで朝まで痴女られた！（2021年6月11日、	ゲッツ！！）"
- 病院中の男のアナルを犯す天才S痴女ナースがいるM性感クリニック 星あめり（2021年6月19日、MEGAMI／美女神 Queen）
- 【神ギャル殿堂入り】やっぱりギャルが最強説！vol.3（2021年6月19日、チキチキカマー/妄想族）
- 大きすぎて悩む弟のデカチンをちっちゃいマ○コをメリメリいわせて受け入れる姉（2021年7月8日、ナチュラルハイ）
- スーパーヒロイン危機一髪！！Vol.89 聖忍戦隊カゲレンジャー 呪いの恐怖！封印された聖忍変化 星あめり（2021年7月9日、GIGA）

"*「僕の部屋がギャルのたまり場に!?」隣に住むギャルとその友達に部屋を占領されてしまった！貞操観念激薄エチエチギャル達に好きに弄ばれていった僕は…（2021年7月16日、	DOC）"
- 家出したボクを拾ってくれたヤリマンお姉さんと同棲生活で夢の即ハメ！ヤリまくりヤリチン生活！？家庭で色々あって家出を決意したボク。そこで…（2021年7月19日、Hunter）
- 『もう無理！壊れちゃう！抜いてお願い！！』イってもイってもイキ萎えない童貞絶倫勃起少年はヤリマン義姉に勃起が収まるまでの10連続中出し！2（2021年7月19日、Hunter）
- 「初めての相手が私でいいならエッチしましょ」父が再婚した義母は若くて超美人！童貞の僕は毎日気になって仕方ない！ある日義母の下着をオカズにオナニーしていたのがバレたけど怒るどころか優しく筆おろししてくれました！（2021年7月22日、アイエナジー）
- 近親素股プレイでハプニング！！妹とセックスの練習中に間違ってヌルンと挿入！！4（2021年8月6日、LEO）
- ビヤク鬼ごっこ 突然出来た義理の姉・妹に媚薬を飲ませて強引に距離を縮めようとする男。徐々に自由が効かなくなるカラダ、そして迫り来る恐怖…（2021年8月7日、Hunter）
- 愛する彼女がゴリゴリ体育会系のパワハラ上司に寝取られた話 星あめり（2021年8月7日、かぐや姫Pt／ミコン）
- 女子大生6人、男は僕1人だけのハーレム温泉旅行！7P大乱交in露天風呂でイキまくった後も、性欲旺盛なJD達のセックス要求は留まらず！各々の部屋に僕を連れ込み、朝までヤったりヤられたりの全エロ行為詰め込みSP！（2021年8月13日、赤面女子）
- アイドリマニア Super 恋愛戦士ヘイタのハメ撮りデータフォルダ1（2021年8月13日、アイドリ/妄想族）
- 串刺し拷問 星あめり（2021年8月19日、ドグマ／ゴールドTOHJIROレーベル）
- 普通のエッチに飽きて刺激を求めレズに挑戦！だけど恥ずかしくてできない。そこで「チ○ポがあれば恥ずかしくないよね？」とチ○ポで照れ隠し。（2021年8月19日、Hunter）
- 「おふたりが幸せそうだったから…」何人もの淫乱ナースたちと取り返しのつかない逆NTR泥沼SEX！妊娠中の妻の付き添いで病院に行ったら美人で…（2021年8月19日、Hunter）
- 女王様のリング5～欲望の地下女子プロレズ～（2021年8月26日、ROCKET）
- 関西弁の変態セラピストが耳元で悩殺淫語を囁きながらの焦らし・弄び・寸止め・強●連射！童貞くんの心とチ○ポを完全掌握！！本日も満員御礼 予約の取れない回春痴女エステ 星あめり（2021年9月2日、MILK）
- 発禁 01 製薬会社OL 美佳（27）（2021年9月3日、ワープエンタテインメント）
- 義理の父に口マ●コとして扱われてるのにマン汁を滴らせる私は変態です。 星あめり（2021年9月3日、光夜蝶）
- ひとり女子旅ナンパ 上京ちゃんが毎度おさわがせします Episode3 feat.FALENOTUBE（2021年9月9日、FALENO TUBE）
- 優しい若妻限定ナンパ 早漏に悩む男子のお悩み相談！「え？すぐ発射しても勃ったままなら良くない？」散々発射を我慢して焦らされた後、最高に気持ち良い中出しさせてくれました！（2021年9月9日、アイエナジー）
- 熱海温泉で見つけた素人女子大生さん！タオル一枚童貞君と男湯に入ってみませんか？興奮で勃起が収まらない悩めるち○ぽを優しく洗っておま○こちゃん2人でハーレム筆おろしSPECIAL！（2021年9月10日、赤面女子）
- 真の快楽に覚醒める瞬間（2021年9月14日、Hunter）
- 1週間休み無しでエッチしまくり！月水金は君とSEX！火木土はお前とSEX！日曜はみんなで！合法的重婚！夢の一夫多妻性活！これぞ恋愛の最終形態（2021年9月28日、Hunter）
- コスプレ・ストリップ・ダンス・ショー始まるよ！（2021年9月28日、1113工房/妄想族）
- もしも…終電逃した男女の友達が「混浴温泉で洗いっこ」体験したらどうなるの…！？友人・仕事・先輩後輩関係の男女2人がほろ酔いで心も体も裸になり混浴温泉で互いの身体を洗い合い男女同時発情…果たして一線を越えてSEXしてしまうのか！？（2021年10月8日、赤面女子）
- 引っ越し先のマンションの住人は美人でスタイル抜群のヤリマン女子だらけで男はボク1人！ 24時間体制でチ○ポを狙われ精子まみれの中出し乱交…（2021年10月12日、Hunter）
- S級ニューハーフ濃厚レズ性交 Vol.9 高級人妻オイルエステ（2021年10月15日、ピーターズ）
- 10分で2度抜き手こきサロン4（2021年10月19日、アロマ企画）
- 【完全主観】吸引密着キス（2021年10月19日、ゑびすさん/妄想族）
- 夫婦で挑戦！AIKAの凄テクで夫が2回イカされたら妻が寝取られナマ中出しSEX！（2021年10月19日、はじめ企画）
- ホイホイぱんち 16 ～コスプレイヤーとのデレデレ恋愛変態セックス～ 素人ホイホイpower・逆バニー・コスプレ・美少女・巨乳・バニーガール・2発射・ローション・オイルプレイ・つば飲み・顔射・サキュバス（2021年10月19日、素人ホイホイ/妄想族）
- 素人なのにディルドオナニーで激しく感じちゃう一般人娘8（2021年10月19日、かぐや姫Pt/妄想族）
- アナルのシワの数までハッキリわかる！ノーモザイク連続絶頂アナル見せオナニー5（2021年10月21日、アイエナジー）
- 開始0秒で即エッチ！超エロいヤリマン訳ありお姉様だらけのゲストハウスに入居したら男はボク1人で24時間365日勃起しっぱなしでエッチしまくり（2021年10月26日、Hunter）
- ホイホイfriends 素人ホイホイ・セフレ・美少女・個人撮影・マッチングアプリ・ハメ撮り・素人・SNS・裏アカ・顔射・美乳・清楚・イチャラブ・2発射・ほろ酔い（2021年11月2日、素人ホイホイ/妄想族）
- おしゃぶり予備校81 星あめり（2021年12月1日、FS.KnightsVisual）
- ゾウさんパンツでフェラ10人 ブリーフの先っちょからチ●ポを引っ張り出して喉奥でグポグポする気持ちいいフェラチオ5（2021年12月7日、かぐや姫Pt/妄想族）
- オナサポ！！ 女子○生 着衣で全裸で挑発的ダンス（2021年12月14日、かぐや姫Pt/妄想族）
- セクハラママさんバレー！4 ハイレグブルマ姿の人妻10人が挑む過酷なエロトレーニング（2021年12月14日、かぐや姫Pt/妄想族）
- 【実録宅飲み】酔った勢いでマ○コ舐め合う（2021年12月21日、ゑびすさん/妄想族）
- 素人娘の本当に上手いフェラチオ2 SNSで知り合った令和素人娘10人180分（2021年12月21日、かぐや姫Pt/妄想族）
- 同じマンションに住む押しに弱いデカ尻人妻 無自覚に誘惑してくるエロマキシワンピに我慢できず襲い掛かって連日中出し 星あめり（2021年12月21日、ミセスの素顔/エマニエル）
- ギャルすたグラム＃008【GAL数珠つなぎドキュメント】（2021年12月25日、はめちゃん。）

#### 2022年
- 【謹賀珍年】顔面鼻舐め 唾かけ パイ投げ（2022年1月4日、ゑびすさん/妄想族）
- 角オナニー 擦り付けたら止まらない 5 13人（2022年1月4日、かぐや姫Pt/妄想族）
- ノーブラで洗濯しに来た無防備女子に勝負下着を見せてくださいとお願いしたところ…パン染み続出のハプニング羞恥プレイから中出しまで許してくれるのか？中出し検証SP（2022年1月7日、ゲッツ！！）
- 旦那には言えない…なすがまま、上から下まで弄られまくりの人妻たち（2022年1月7日、LEO）
- 「お口で我慢して。その代わり好きに動いていいよ」お口ま○こに高速ピストン！姉の顔に大量顔射で大興奮！父子家庭のボクには歳の離れた美人の姉が…（2022年1月11日、Hunter）
- アナル舐めてもいいですか？5 お尻で悶絶する素人娘10人（2022年1月11日、かぐや姫Pt/妄想族）
- 【個撮】どこでもフェラ6 11人（2022年1月18日、かぐや姫Pt/妄想族）
- 令和ベロ観察図鑑vol.4（2022年1月25日、SEX Agent/妄想族）
- 黒人巨大マラ犯された日本人美女 新婚生活が一変…優しさが生んだスレ違いの日々 友人に売られた悲しき若妻の悲劇！！【初黒人解禁作品！！】 星あめり（2022年1月25日、グローバルメディアエンタテインメント／BLACK BEAST）
- 素人娘の全裸図鑑21 今時の女の子11名が恥らいながら脱衣していく様子をじっくり撮影した、変態紳士のためのヘアヌードコレクション（2022年2月8日、かぐや姫Pt/妄想族）
- ご奉仕濃厚フェラチオ2 マッチングアプリで見つけた令和素人娘10人（2022年2月8日、かぐや姫Pt/妄想族）
- 黒き魔装の誘惑15 私たちメルピュア！（2022年2月11日、GIGA）
- 令和の裸観察図鑑vol.3（2022年2月22日、SEX Agent/妄想族）
- 合コンが無くなった真面目女子社員4人がボクの家で飲み会！酔うとエロい女に豹変！ヤル気満々の勝負下着で誘惑してきてまさかの中出しハーレム乱交！（2022年2月22日、Hunter）
- 元元水泳部のデカ尻娘 健康的なドスケベ女子がおじさんザーメン搾り取る 星あめり（2022年2月26日、シャーク／ジャブジャブ町）
- ボブヘアで頼りがいのある先輩はもっと僕と居たいはずなのに彼氏がいるとか言い出したので催眠姦した話。 星あめり（2022年3月8日、バルタン／Victoria）
- 緊縛調教妻 義母の急逝と義父との同居、そして在宅勤務。弱みを握られ堕とされていく快楽調教の日々… 星あめり（2022年3月8日、グローバルメディアアネックス）
- 素人娘の全裸図鑑22 今時の女の子12名が恥らいながら脱衣していく様子をじっくり撮影した、変態紳士のためのヘアヌードコレクション（2022年3月8日、かぐや姫Pt/妄想族）

"*素人男女モニタリング実験でゲッツ！お小遣い大好きママ大集合！「今から素人くんのチ◎ポ洗ってくれませんか？」過剰に反応する童貞の勃起にムラムラしちゃった人妻さんが密室のお風呂で極上搾り取りナマ中出し体験！！（2022年3月11日、	ゲッツ！！）"
- MOON FORCE CHEERSぱこぱこしろうとコレクション。 vol.23（2022年3月11日、DOC）
- 唾液1000cc交換ごっくん接吻レズ（2022年3月15日、ゑびすさん/妄想族）
- レンタル妹 はじめました 関西弁「ご自宅出張可、ボディタッチはNGやで」星あめり（2022年3月20日、STAR PARADISE／KIRei）
- 某AV事務所で働く美人女子マネージャーがクライアント相手に肉体接待 「社長の言う通りにしたら本当にお仕事いただけますか？」 星さん 星あめり（2022年3月26日、JUMP／jump-av）
- ゾウさんパンツでフェラ11人 ブリーフの先っちょからチ●ポを引っ張り出して喉奥でグポグポする気持ちいいフェラチオ6（2022年4月5日、かぐや姫Pt/妄想族）
- 『えっ生でするの？ダメだよ…』絶対手を出してはいけない相手は3年以上もセックスしていない三十歳超えてる気の弱いおばさん！しかも超欲求不満で…（2022年4月12日、Hunter）
- 「おばさんの私が下着を盗まれるなんて…」6 自分を女として見てくれるというだけで人妻は発情してしまうので本当チョロい（2022年4月12日、かぐや姫Pt/妄想族）
- いたくて、きもちいいこと（2022年4月19日、ドグマ／ゴールドTOHJIROレーベル）
- 騎忍戦隊シノビレンジャー レズ地獄に落ちたシノビブルー（2022年4月22日、GIGA）
- アソコに直穿きスポウェア女子 性欲強め女子たちのムラムラエクササイズが始まる！（2022年4月23日、オイスター海運）
- 粘着ストーカーMの温泉盗撮・旅館侵入記録特別編＃60（2022年5月5日、蜃気楼）
- （裏）手コキクリニック ～完全版～ 性交クリニック13 再開‘超業務的リアル看護’ 看護師6名による10コーナー×大満足の240分！全16射精！大量ザーメン採取編（2022年5月12日、SODクリエイト）
- 世界一エロくて美しい角オナニー（2022年5月12日、レイディックス／neo）
- 美女のベロ図鑑 20人（2022年5月17日、ゑびすさん/妄想族）
- 解禁レズフィスト 星あめり 美咲結衣（2022年5月17日、ドグマ／ゴールドTOHJIROレーベル）
- マングリポーズのお尻の穴の収縮とシワの本数までバッチリ分かるアナルひくひくオナニー2（2022年5月24日、アロマ企画）
- Fetish Time/星あめり 浜辺ことり 一条みお（2022年5月26日、スパークビジョン）
- 事後のザーメンを愛でる 星あめり（2022年6月9日、レイディックス／neo）
- 熟女専門のお座敷キャバでエロい人妻嬢がハッスルタイム中に何度もベロチュー中出しおねだりしてきたww（2022年6月10日、ゲッツ！！）
- おま●この形状まるわかり！薄いパンツの上からマン汁ぬるぬる透けオナニー8（2022年6月14日、かぐや姫Pt/妄想族）
- ドM美女のW顔面ハラスメント 前乃菜々/星あめり（2022年7月5日、グローリークエスト）
- ＃夏＃ビーチ＃ナイトプール！太陽のように輝く素人水着美女のえちビキニを脱がせて即マン生ハメ！爆速ピストン！開放的セクシーギャルプレミアムセレクト20人300分！！無許可でナマ中出しだけど、夏だから全然Okwww（2022年7月8日、赤面女子）
- 思わず引っ叩きたくなるデカ尻ドMちゃん「もっとぶって…」場所をわきまえず尻をクネらせ、被虐快楽に狂って下品アクメ堕ち（2022年8月2日、山と空/妄想族）
- 寮内の女子とならいくらでもヤリまくり！ヤリモク独身寮！2『おかえりなさい。いつエッチする？」「とりあえず今エッチしようよ！！」会社での…（2022年8月9日、Hunter）
- トビジオっ！銀行 桜ノ台支店 営業中はずっと痙攣・潮吹きっぱなし・失禁しても平然と喋り続けるOL（2022年9月8日、SODクリエイト）
- ●校生の頃に好きだった憧れのあの子と大人になった今、当時の制服で遅れてきたアオハルセックス！当時好きだった女子と同窓会で数年ぶりに再会。（2022年9月13日、Hunter）
- 肉厚デカ尻中出しオイルエステ（2022年9月16日、ゲッツ！！）
- M女調教ハメドリレズ（2022年9月20日、ゑびすさん/妄想族）
- 唾液汁ぶっかけ顔面舐めレズ（2022年9月20日、ゑびすさん/妄想族）
- 真性マゾ調教ドキュメント（2022年9月23日、スリートップパブリッシング））
- 素人娘の本当に上手いフェラチオ3 SNSで知り合った令和素人娘10人180分（2022年10月18日、かぐや姫Pt/妄想族）
- 「オチンチン大きくなっちゃったから一緒にオナニーしよっか！？」 広告を見て小遣い欲しさでやって来た女の子に行っていた暴走行為（4） 8名収録（2022年10月22日、JUMP／jump-av）
- 僕たち同棲しました！ カップルtuberの生活 ameri 星あめり（2022年11月10日、アキノリ））
- ギャル妹に陰キャな兄貴が土下座して性処理をお願いしてみた 星あめり（2022年11月20日、STAR PARADISE／妹たまご）
- 借金まみれの情けないオレのせいで大切な妻と娘二人が絶倫極道オヤジの性処理肉便器にされていたなんて…（2022年12月8日、SODクリエイト／SOD）
- フェラ！手コキ！パイズリ！！マッチングアプリで見つけた令和素人娘の超絶テクニック 10人（2022年12月20日、かぐや姫Pt/妄想族）
- 「このまま挿れちゃおうっかなぁ』彼女が寝ている横でまさかの誘惑！彼女の親友は実は超エッチで小悪魔誘惑系女子だった！ボクの家で彼女と彼女…（2022年12月27日、Hunter）

#### 2023年
- オイルレズエステ（2023年1月17日、ゑびすさん/妄想族）
- ここだけの話、脚や腿に特化した作品内のパンチラって結構ヌケると思う VOL.2（2023年2月28日、アロマ企画）
- イ●スタやりたガール。【新時代のSNS美女ナンパ！！】 12 SNSにはびこる、美BODYビッチを狙い撃ち！！（2023年3月24日、Jackson）
- 脚指おしゃぶりレズ（2023年5月2日、ゑびすさん/妄想族）
- ひとり女子旅ナンパ 上京ちゃんが毎度おさわがせします Greatest hits vol.1 feat.FALENOTUBE（2023年5月25日、FALENO TUBE）
- 絶頂オイルレズエステ（2023年6月6日、ゑびすさん/妄想族）
- ご主人様だけにエッチなご奉仕！！お帰りなさいませご主人様！私をおかずにオナニーはいかがですか（2023年6月27日、ケイ・エム・プロデュース）
- 色狂い盗撮魔Wの二人同時パパ活記録＃7・8（2023年7月6日、蜃気楼）
- お姉さんは知っていた…何より手コキが大好物のボクのち○ぽ 超絶ハンドテクニックでバズッた亀頭の急上昇が止まらない！！（2023年7月25日、ケイ・エム・プロデュース）
- 尻肉と肛門パラダイス（2023年9月26日、1113工房/妄想族）

#### 2024年
- ベロ交尾レズ接吻（2024年1月16日、ゑびすさん/妄想族）　(レーベル一覧）
- 淫臭嗅ぎ合いアクメレズ（2024年1月16日、ゑびすさん/妄想族）
- 【淫語主観】体臭嗅がせる淫乱痴女（2024年1月16日、ゑびすさん/妄想族）
- 発育した妹のカラダに欲情を我慢できない！（2024年1月25日、ネクスト）
- 黒人極太メガチ○ポ 熟女輪●●●● 規格外の巨根に破壊される熟膣 中出し強●妊娠12人4時間6（2024年2月23日、MBM）
- やってみたらチョロすぎた！ 絶対ヤレる！個撮モデル！ オタク女子オフパコ術 ギャラハメ3連発278分（2024年3月22日、MBM）
- セクハラママさんバレー！2 ハイレグブルマ姿の人妻30人が挑む過酷なエロトレーニング 5時間（2024年3月26日、かぐや姫Pt/妄想族）
- 口臭吸引ベロ鼻舐めレズ（2024年4月2日、ゑびすさん/妄想族）
- だらしない精液を垂れ流すナマ中出し妻3（2024年4月11日、LEO）
- 淫語主観レズベロキス（2024年4月16日、ゑびすさん/妄想族）
- 病み病み地雷系女子 4時間（2024年4月23日、ケー・トライブ）
- 全身の体臭を嗅ぎ合うレズビアン（2024年8月6日、ゑびすさん/妄想族）
- バーチャル淫語唾液ベロ手コキ（2024年9月3日、ゑびすさん/妄想族）
- 就職活動IN 03（2024年10月4日、ONE MORE）
- 濃厚唾液汁レズ接吻（2024年11月19日、ゑびすさん/妄想族）
- カメラの前でおしっこする女5（2024年11月26日、グローリークエスト）
- 淫語痴女とバーチャル唾液レズ接吻（2024年12月3日、ゑびすさん/妄想族）
- 陰毛はボーボーが好き（2024年12月6日、LEO）

#### 2025年
- 美女のベロ・口内自撮り（2）（2025年1月21日、ゑびすさん/妄想族）
- 裏オプの女王！！ 3男を確実にイカせる妙技と未体験オプションの数々！！これがリフレ嬢の匠の技だっ！！（2025年2月7日、LEO）
- 思い出のアイドルと気が狂うほど性交 とある40代プロデューサーの投稿映像 02（2025年4月4日、ONE MORE）
- Mドラッグ女体肉便器 雨村梨花（2025年5月20日、ドグマ）

### VR

#### 2018年
- 【VR】電脳風俗ヨシダサーカス アメリ（2018年3月30日、FuuTube）
- 【VR】電脳風俗ヨシダサーカス【待機室】あめりのぬいぐるみオナニー編（2018年4月12日、FuuTube）
- 【VR】VR OL日和（2018年10月15日、ガン見隊）
- 【VR】電脳風俗ヨシダサーカス リア＆アメリ（2018年12月20日、FuuTube）

#### 2019年
- 【VR】SOD女子社員 仕事始めの会 新年もちつきVR（2019年1月10日、SODクリエイト）
- 【VR】誘惑アパレルショップ 星あめり（2019年1月25日、ドリームチケット）
- 【VR】秘密は絶対守る、口のかたい僕の家を訪れるワケアリ人妻VR！！ 人妻の秘密を黙って聞いているだけでエスカレートしてエロ展開！！「アナタ、口もかたいしチ○ポもかたいのね…。」（2019年1月25日、変態紳士倶楽部）
- 【VR】秘書イラマチオ VerVR 星あめり（2019年3月15日、ワープエンタテインメント）
- 【VR】HQ超画質革命！ 憧れの先生と初H◆制服美少女あめりちゃんの恥ずかし～い無●正アナル観察、オマ○コおっぴろげ電マイカセ！初々しいフェラチオにぎこちないパイズリ◆生ハメ騎乗位で容赦ない突き上げ！イキ過ぎ涙目ウルウル正常位SEX！！！！※生ハメ中出し 星あめり（2019年3月29日、こあらVR）
- 【VR】ムレムレ染みパンティ観察VR（2019年5月10日、プリモ@VR）
- 【VR】歌舞伎町A店全面協力！本物店舗で撮影した超リアルハプニングバー体験 VR（2019年6月7日、ナチュラルハイ）
- 【VR】汗だく種搾りプレスVR 巨尻姉を夜這いしたら失禁しながら突如発情！膣奥まで挿って抜けないチ○ポロックで一滴残らず中出しで抜かれた熱帯夜（2019年7月12日、ナチュラルハイ）
- 【VR】私のパンティー見て下さいVR（2019年8月6日、プリモ@VR）
- 【VR】HQ超激的高画質 『お願い！声出さないからエッチして！』幼馴染が密着ピストン連続耳元ささやきイキ！！ボクには幼、小、中、高、大学になった今でも仲良しの幼馴染がいます！その幼馴染はちょっと意地悪な所もありますが、すごく可愛くて優しくて面倒見が良い！…（2019年8月7日、 お夜食カンパニー ）
- 【VR】HQ超激的高画質 パンチラを堂々とガン見できちゃうVR 23人SP！（2019年8月28日、Hunter）
- 【VR】罵り生足で6人の美女に顔を踏まれたいVR（2019年11月11日、プリモ@VR）
- 【VR】360°VR ツンデレ女子の世界 ノーモザイク（2019年11月29日、ガン見隊）

#### 2020年
- 【VR】360°VR ツンデレ女子の世界 ノーモザイク（2020年1月29日、ガン見隊）
- 【VR】VR ぼくたちの青春 ノーモザイク（2020年1月30日、ガン見隊）
- 【VR】女同士のガチ喧嘩 レズキャットファイトVR 星あめり 優梨まいな（2020年2月7日、ビビアン）
- 【VR】360°VR 射精見聞録。ノーモザイク（ガン見隊）（2020年5月29日、ガン見隊）
- 【VR】僕を裏切った彼女にお仕置き調教 星あめり（2020年10月31日、KMPVR-彩-）
- 【VR】W痴女エステティシャンが脳内まで●す！五感フル活動ねっちょ～り淫語囁きASMRマッサージ（2020年11月26日、kawaii）
- 【VR】性の悦びを初めて知った中出し 星あめり（2020年11月27日、本中）
- 【VR】 彼女と一緒に行ったエステで隣で施術を受けている彼女がエステティシャンにNTRされていた！しかもそれを見てしまったボクもエステティシャンにNTRされてしまい、まさかのカップル同時NTR！3（2020年12月17日、Hunter）

#### 2021年
- 【VR】スカートの中に潜りたい（2021年1月8日、1113工房VR）
- 【VR】エビ反りイキを体験するVR（2021年1月14日、ケイ・エム・プロデュース）
- 【VR】パンツを嗅ぎながらJOIオナニー指導されるVR（2021年1月21日、ガン見隊）
- 天井特化アングルVR ～都内某所紹介制ED治療クリニック～ 星あめり（2021年2月10日、ケイ・エム・プロデュース）
- 【VR】歌舞伎町C店全面協力！本物店舗で撮影した超リアルハプニングバー体験 VR ～ハプバーの女神つむぎちゃんを落とすのは誰だ！？～（2021年2月26日、ナチュラルハイ）
- 【VR】全裸観察VR（2021年3月1日、ケイ・エム・プロデュース）
- 【VR】指咥えさせJOI＆窒息JOI 新たな性感帯で喉イキ誘発VR！！（2021年3月8日、ケイ・エム・プロデュース）
- 【VR】女の子のイキ顔を観察するVR（2021年3月17日、ケイ・エム・プロデュース）
- 【VR】ノーモザイク！！！ ムレムレ染みパンティオナニー（2021年3月26日、プリモ@VR）
- 【VR】羞恥ガマン面接お漏らし（2021年3月26日、プリモ@VR）
- 【VR】特化VR ～顔舐めしながら手コキ編～（2021年4月1日、ケイ・エム・プロデュース）
- 【VR】パンティを見せるから、いっぱいオナニーしてね（2021年4月2日、ケイ・エム・プロデュース）
- 【VR】女性がフルーツを食べるだけのVR（2021年4月23日、1113工房VR）
- 【VR】 「こんなにヤリまくっちゃっていいの？」300分近くエッチしまくり！テントで気が狂うほど何度も何度も5人の即パコ目当てのソロキャンプ女子とヤリまくりの無限ループ数珠つなぎFUCK！（2021年5月12日、お夜食カンパニー）
- 【VR】 忙しいひとのための約10分で抜けるVR！！本番誘発！超ド淫乱エステティシャン編（2021年5月19日、Hunter）
- 【VR】天井特化アングル痴女の顔舐め天国（2021年6月8日、ケイ・エム・プロデュース）
- 【VR】顔踏み特化 土下座視点×強●自慰 M男専門（2021年8月11日、プリモ@VR）

#### 2022年
- 【VR】女性の身体のパーツを目の前でガン見する vol.2（2022年1月11日、1113工房VR）
- 【VR】 4人の義姉たちが妻が入院中に性処理までしてくれた！突然妻が入院！ボクの妻は5姉妹の末っ子なのですが、過保護な義姉たちが入院中の妻に代わって毎日、朝から晩まであれやこれやとボクの世話（主に下半身）をしにやって来て困っています！！というか妻にバレたら…（2022年1月19日、Hunter）
- 【VR】リアル剃毛体験「剛毛」→「パイパン」ビフォーアフターVR！！初めてのツルツルマ●コ露出でイキ過ぎ崩壊 星あめり（2022年2月2日、マックスエー）
- 【VR】なぜか毎回ボクだけこっそり本番できちゃうおっパブ！通いまくって女の子とハメまくっていたら常連扱いされVIPルームにご招待！今まで食ってきた子たちに逆指名されて4Pハメまくりハーレムスペシャル！（2022年4月4日、SODクリエイト）
- 【VR】数年ぶりに帰郷すると、アラサーの義姉は未だに自称家事手伝い（ニート）の喪女だった。無防備なデカ尻、無様なまんぐりオナニーを覗き見て思わず襲ってしまうと、久しぶりのチ●ポに興奮止まずにイっても追撃騎乗位してくる！ あめり（29）（2022年5月26日、SODクリエイト）
- 【VR】顔舐めVR～涎ダラダラの舌で直舐め体験～（2022年6月6日、SODクリエイト）
- 【VR】HQ60fps 体観察VR（2022年7月13日、マックスエー）
- 【VR】HQ60fps イキ顔 熱視線VR2（2022年8月3日、マックスエー）

### 配信のみ

#### 2018年
- ネットの地元掲示板で見つけたプラモ大好きなOLが実はAV出演者で超ど変態だった あめり（2018年6月15日、ティーチャー/妄想族）
- ビジネスホテルの女性マッサージ師はヤラせてくれるのか？in青森（2018年7月13日、パラダイステレビ）
- 泥酔×意識不明子 閉店間際のカラオケ店で拾った［ゆかり］とコンパで知り合った［あめり］（2018年8月1日、ティーチャー/妄想族）
- あめりの貧乳コンプレックス（2018年12月21日、あら、スケベ/HERO）
- ゆうこ(26)海に来ていた新婚夫婦をポルチオでイカセた後に真正中出し （2018年12月28日、 SODクリエイト ）

#### 2019年
- ASMR 21 星あめり（2019年4月19日、ASMR JAPAN）
- 痴漢師に同時に触られて、言いなりになってしまう幼馴染の2人組（2019年4月25日、ナチュラルハイ）
- 生中出しOKセーラー服美少女リフレ 星あめり（2019年5月29日、エロタイム）
- 美人女教師を性感マッサージでとことんイカせてみた（4）（2019年6月14日、パラダイステレビ）
- 花見客とハーレムプレイ なぎさ（30）ひとみ（25）みほ（28）（2019年6月28日、 SODクリエイト ）
- あめりのグループレズ！（2019年8月23日、あら、スケベ/HERO）
- 僕たち同棲しました！ カップルtuberの生活 ameri（2019年10月24日、アキノリ）
- ノーカット憑依 ワンカットで次々女の子に「乗り換え憑依」して恥ずかしい性癖暴露しちゃいます！（2019年12月26日、ROCKET）

#### 2020年
- 【検証AV】 露天風呂に媚薬を入れたら予想外の結果に！（2020年1月6日、アキノリ）
- お店の女の子が試着室に入ってきてエッチな接客してくれるから、イクまでヤラせてもらっちゃいましたぁ！！ 星あめり（2020年5月20日、カムカムぴゅっ！）
- 【配信専用】『ウケるw超勃起してんじゃん！！』えちえちギャルが完全主観で全力ち●ぽイジり！！（2020年10月16日、DOC）

#### 2021年
- くすぐりプレイ ～くすぐり感度チェック＆弱点集中くすぐり～ 星あめり（2021年1月25日、アドア）
- 舌ベロフェチ ～指フェラ舌ベロ観察のどちんこ触り～ 星あめり（2021年1月25日、アドア）
- くすぐりフェチ ～M男ローションくすぐり～ 星あめり（2021年1月25日、アドア）
- 舌ベロプレイ ～唾液たっぷり鼻フェラ～ 星あめり（2021年1月25日、アドア）
- くすぐり地獄 ～うつ伏せ拘束極限までくすぐり～ 星あめり（2021年1月25日、アドア）
- 舌ベロフェチ ～M男に顔舐め唾シャワーの刑～ 星あめり（2021年1月25日、アドア）
- 乳首フェチ ～エアーセックスからの乳首イキ～ 星あめり（2021年1月25日、アドア）
- くすぐりプレイ ～パウダーくすぐり地獄～ 星あめり（2021年1月25日、アドア）
- 歯フェチ ～歯観察＆電マオナニー～ 星あめり（2021年1月29日、アドア）
- 舌ベロフェチ ～極上顔舐め鼻フェラ手コキイカせ～ 星あめり（2021年1月29日、アドア）
- くすぐりフェチ ～ベッド拘束くすぐりの刑～ 星あめり（2021年1月29日、アドア）
- くすぐりプレイ ～チアガール足裏くすぐり地獄～ 星あめり（2021年1月29日、アドア）
- くすぐり地獄 ～M男くすぐり＆電気あんま地獄～ 星あめり（2021年1月29日、アドア）
- 巨大女フェチ ～小魚舐め＆咀嚼＆唾責めプレイ～ 星あめり（2021年1月29日、アドア）
- 圧倒的絶頂！怒涛のノンストップ昇天！恍惚イラマで尿もれ！】限界を超えた先にある激しいセックスはもう恐怖でしかない！連続激ピストンで脳イキ！イラマでオシッコを漏らす！…（2021年2月5日、FALENO TUBE）
- あめり 小悪魔女子○生からエッチのお誘いを受けました！さて、どうする？もちろんエッチします（2021年2月5日、ディレクターズ）
- 【緊急生放送】AV女優と視聴者がタイマン脱衣麻雀！ 完全版（2021年3月12日、パラダイステレビ）
- 【緊急生放送】AV女優と視聴者がタイマン脱衣麻雀！ 完全版（2021年3月12日、パラダイステレビ）
- 舌ベロメイト ～超濃厚な舌ベロ鼻フェラ責め～ 星あめり（2021年6月14日、アドア）
- くすぐりメイト ～拘束足裏集中くすぐり＆骨くすぐり責め～ 星あめり（2021年6月14日、アドア）
- 舌ベロプレイ ～超濃厚な指フェラ＆顔舐め～ 星あめり（2021年6月14日、アドア）
- ツバベロプレイ ～唾べっとべと手コキ～ 星あめり（2021年6月14日、アドア）
- ツバベロプレイ ～ベットベト唾垂らしプレイ＆放尿～ 星あめり（2021年6月28日、アドア）

#### 2022年
- チャレンジ！タイマー電マ あめり りま（2022年2月12日、大洋図書）
- チャレンジ！タイマー電マ あめり 星あめり（2022年2月12日、大洋図書）
- 育乳エステ中に乳首イキ！快楽に耐え切れずにチ○ポを求めてきた女（2022年4月7日、アキノリ）
- 同僚2人と宅飲みしていたらそのまま襲われた （AKDL-182）（2022年4月21日、アキノリ）
- 口腔歯のどちんこ観察プレイ 星あめり（2022年5月30日、アドア）
- 人力拘束くすぐり責め 星あめり（2022年5月30日、アドア）
- うつ伏せ固定くすぐりプレイ 星あめり（2022年5月30日、アドア）
- 顔舐め鼻フェラ 星あめり（2022年5月30日、アドア）
- タコチューで鼻フェラ唾プレイ 星あめり（2022年5月30日、アドア）
- 後ろ手拘束してくすぐりの刑 星あめり（2022年5月30日、アドア）
- 歯口内のどちんこ丸裸観察プレイ 星あめり（2022年5月30日、アドア）
- 濃厚な指フェラプレイ 星あめり（2022年5月30日、アドア）
- 四肢ベッドに固定くすぐり 星あめり（2022年5月30日、アドア）
- くすぐり感度チェックインタビュー 星あめり（2022年5月31日、アドア）
- 全身匂い嗅がれプレイ 星あめり（2022年5月31日、アドア）
- イチャラブM男責め 星あめり（2022年5月31日、アドア）
- 中出し町内会 星あめり（2022年7月15日、ハイライト）
- 筋トレフェチ 星あめり（2022年8月10日、アドア）

#### 2023年
- 僕だけが知らない故郷の風習で愛する妻が村人全員に寝取られてしまいました 星あめり（2023年2月3日、ハイライト）
- 【妄想主観】いつでもどこでも即ハメOK！生中出しご奉仕美少女メイド AMERI（2023年2月16日、エロタイム）
- エッチなお姉様に見つめられ、囁かれながら、発射させられる…超神業手コキ ♯1（2023年10月31日、DOC）
- 7P大乱交in露天風呂＆制服美少女6名超全身舐めハーレムSEX（2024年1月12日、俺の素人-Z- SECOND IMPACT）
- 優しい若妻限定ナンパ 早漏に悩む男子のお悩み相談！「え？すぐ発射しても勃ったままなら良くない？」散々発射を我慢して焦らされた後、最高に気持ち良い中出しさせてくれました！ 星あめり（2024年10月24日、アイエナRISING）

### web配信

#### FANZA
- あめり（2018年7月21日、はめチャンネル）
- あめり 2（2018年7月21日、はめチャンネル）
- かほさん（2018年8月10日、E★人妻DX）
- あめりさん（2018年9月28日、俺の素人）
- ナガサワさん（2018年9月29日、俺の素人）
- あめり（2018年10月26日、人妻空蝉橋）
- あいみ（2018年11月23日、エチケット）
- ameri（2018年12月6日、木曜日更新！ AKNR素人ちゃんねる）
- あめりぃ（2019年5月31日、 J●調査隊 チームK ）
- Ameri（2019年6月12日、俺の素人）
- みほさん（2019年6月27日、俺の素人）
- あめり（2019年7月6日、クマネコ本舗）
- あめりぃ 2（2019年7月19日、 J●調査隊 チームK ）
- なつき（2019年7月24日、Hなお悩み相談）
- ひとみ(33)（2019年9月11日、E★人妻DX）
- あめり（2019年10月27日、みなみ工房）
- めあり（2020年2月21日、素人ホイホイZ）
- めあり（2020年6月5日、令和えちえち中毒性）
- MEARI（2020年10月15日、素人ホイホイFriends）
- あめり（2020年10月20日、おっぱい素人＃3150）
- あめり（2020年10月29日、パコッター）
- あめり 2（2020年10月29日、パコッター）
- あみ（2020年10月30日、エチケット）
- あめり（2021年1月2日、おっぱいちゃん）
- あめり（2021年1月16日、やり狂う！スケベなセフレ達）
- りか＆ひかり（2021年1月18日、アイドリ）
- Reゼ○ム（2021年1月27日、素人ホイホイpower）
- あめり（2021年1月28日、港区女子）
- あめり（2021年1月28日、港区女子）
- メアリー（2021年6月4日、ギャルすたグラム）
- Hちゃん＆Aちゃん＆Yちゃん＆Rちゃん＆Sちゃん＆Lちゃん（2021年8月6日、俺の素人-Z-）
- ひなこ＆あかり（2021年9月3日、俺の素人-Z-）
- あめり（2021年9月10日、ハメらんど）
- りこ（2021年9月26日、しろうとエチチ.ch）
- あんり（2021年10月10日、Dutch Wife～清楚系妻との肉欲性交録～）
- あめり 2（2021年11月12日、ハメらんど）
- S66ちゃん＆K66ちゃん＆A66ちゃん＆H66ちゃん＆Y66ちゃん＆R66ちゃん（2021年11月19日、蜃気楼）
- 】あかり（2021年12月9日、ION デートNOW！！）
- あめり（2021年12月19日、MOON LIGHTING）
- M98ちゃん＆R98ちゃん（2022年7月1日、蜃気楼）
- AMERI（2023年1月27日、鉄人2号さん）
- あめり（2023年5月5日、ION イイ女を寝取りたい）
- せりか（2024年3月22日、ぎがdeれいん）
- あんり（2024年9月14日、ぎがdeれいん）
- みさと（2024年12月6日、ION イイ女を寝取りたい）
- みさと（2024年12月6日、ION イイ女を寝取りたい）
- 既婚見せつけ@amely（2025年4月10日、素人ホイホイtower）

#### MGS動画
- 街行くセレブ人妻をナンパしてAV自宅撮影！⇒中出し性交！celeb.52 マザコンであまり自分の身体に興味を持ってくれない夫に自分の望みを打ち明けられないでいる奥手な奥様。 in 新宿（2018年1月14日、prestigepremium ）
- 【初撮り】ネットでAV応募→AV体験撮影 550 （2018年1月18日、シロウトTV ）
- 制服着せたら5分でドM！？美尻が自慢のスレンダー美人なあめりちゃん(パイパン)に数年ぶりにリアルで使っていた学校の制服を着てもらってハメ撮りしてみたら！？！？：制服彼女 No.02 （2018年5月22日、prestigepremium ）
- マジ軟派、初撮。 1167 （2018年9月29日、ナンパTV ）
- ラグジュTV 1007 （2018年10月3日、ラグジュTV ）
- ラグジュTV 1023（2018年11月9日、）
- 家まで送ってイイですか？ case.122 言葉責めだけでガックガク！イク想像だけでイける女！イッた回数∞！⇒現在婚約中なのに…365日発情中⇒アニメ・ミニ四駆・サバゲー『オタクの趣味に国境はない』⇒都市伝説と言われた“角でオナニーする女”⇒耳の穴でもイク！鼻の穴でもイク！イラマの途中でイク！⇒ノータッチ絶頂！脳イキ連続昇天⇒憧れの幸せな家庭…『この春、結婚するんです』（2018年12月21日、ドキュメンTV ）
- 【裏オプリフレ嬢×無許可中〇し in 秋葉原】ネットで噂の裏オプリフレ嬢を潜入調査…闇営業で常連掴む敏感早漏メイドを中〇し成敗ww（2019年8月4日、黒船）
- 【個撮×うさ耳レイヤー】承認欲求を満たされたいどМな美少女を大人のおもちゃで凌辱調教☆拘束されたまま性感開発⇒痙攣しながらアへ顔晒す性奴隷に無許可で中〇しww（2019年9月6日、）
- ひとみさん 33歳 【セレブ奥さま】（2019年9月16日、E★人妻DX）
- ノーカット憑依 ワンカットで次々女の子に「乗り換え憑依」して恥ずかしい性癖暴露しちゃいます！ 星あめり 瀬戸すみれ 横山夏希（2019年12月26日、ROCKET）
- ハロウィンで浮かれる女子大生コンビが過激な企画！スレンダーボディをズボッとハメられイクイク連呼で何度も絶頂ｗｗ（2020年5月5日、黒船）
- 【ハロウィンナンパ】愛くるしい美少女が戸惑いながらもハメられまくり！経験浅めなスレンダーボディを開発されてザーメン塗れでアへ顔晒す従順娘ｗｗ（2020年6月21日、黒船）
- 電マ[7]刀流！激カワなのに快楽狂いのショップ店員！【三種の電マ】乳首とマ○コを3点責め！性感帯開発プレイ【防水電マ×2】トイレとお風呂、濡れ濡れマ○コを執拗に責め立てる！【電圧最強電マ】デカチンで膣内、電マでクリトリスを刺激しながら生ハメSEX！中イキ&クリイキの究極アクメ！驚異の射精4連発！！＜エロい娘限定ヤリマン数珠つなぎ！！～あなたよりエロい女性を紹介してください～64目＞（2020年7月19日、街角シロウトナンパ）
- ルックスもキャラもやたら可愛い金髪白ギャルJD！開放感に溢れた野外でドキドキとスリルを味わいながら、楽しそうにチ○ポを咥えるどうしようもないドスケベちゃん！！衝撃のエロポテンシャルを炸裂させて、ムチムチ巨尻を振りまくり盛大にイキまくってくれました♪大満足の4発射！！（2020年7月23日、街角シロウトナンパ）
- 【衝撃エロ映像】制作スタッフの予想を遥かに超えたどエロモードに突入してしまいました…………ノーハンドイキ連発・気持ち良過ぎて大号泣！！常識を置き去りにしたセックスを是非「目撃」してください！！AV史に今日、革命が起こります！！！（2020年8月26日、DIEGO）
- めあり（2020年9月13日、令和えちえち中毒性）
- 【※閲覧注意※爆イキど変態JD×中出し4連発】究極の異次元FUCKここに爆誕！全身クリトリス大学生がイッてイッてイキまくる！言葉責めでイクッ！エアー乳首舐めでイクッ！この女…狂ってる！圧倒的絶頂を刮目せよ！この配信を観たら普通のFUCKが観れなくなる可能性がある位の閲覧注意配信の巻【妄想ちゃん。10人目上野さん】（2020年10月3日、Jackson）
- 【配信専用】『ウケるw超勃起してんじゃん！！』えちえちギャルが完全主観で全力ち●ぽイジり！！（2020年10月8日、ふぇち党）
- 【圧倒的絶頂！怒涛のノンストップ昇天！恍惚イラマで尿もれ！】限界を超えた先にある激しいセックスはもう恐怖でしかない！連続激ピストンで激イキ！イラマでオシッコを漏らす！快感によいしれて甲高いアエギ声を部屋中に響かせる！精液！体液！汗まみれで絶えずチ○ポを求め激しく絡み合う！サバゲー、ミニ四駆を愛する関西訛りのオタク女子！和歌山から上京してきた稀にみる逸材！【女子旅ナンパ＃上京ちゃんが毎度おさわがせします#08あめりちゃん(25歳/スーパーの店員)の巻】（2021年2月5日、FALENOTUBE）
- あめり（2021年2月18日、やり狂う！スケベなセフレ達）
- あめり（2021年2月20日、おっぱいちゃん）
- 【緊急生放送】AV女優と視聴者がタイマン脱衣麻雀！ 完全版 河合陽菜 星あめり（2021年3月9日、パラダイステレビ）
- めあり(26) 素人ホイホイZ・素人・ガチオタ・キャラ最高・お姉さん・美人・ドエロ・美少女・清楚・美乳・顔射・ハメ撮り（2021年4月4日、素人ホイホイZ）
- 【大阪突撃SP】【うっとり神イキ大阪GAL】【大阪が揺れる程の痙攣絶頂】【中出しOK！NG無し】【連発3P圧倒的3発射】【ホンマもんの変態】ギャルすたグラム大阪進出！？紹介された大阪素人に会いに行ってきたSP！まさかのイキする全身クリトリスGAL！ず～～っとイキっぱ！この女エロ過ぎあきまへんわ！ギャルすたグラム＃017（2021年5月28日、ギャルすたグラム）
- 【年下男を責めまくるS系ド級巨尻シンママ】関西弁クォーター美人ママによる娘には見せられない！『母』から『女』へシンデレラタイム♪えげつない舌出しフェラで若チンポをしゃぶり尽くし、どちゃくそエロデカケツを振り回して「あかん！」「いく！」と本能アクメSEXで濃厚中出し2連戦！！【しろうとハメ撮り♯あめり♯25歳♯欲求不満シングルマザー】（2021年6月30日、MOON FORCE）
- MEARI(26) 素人ホイホイ・セフレ・オタク・美人・フランク・スレンダー・清楚・美乳・ローション・オイル・オナニー・顔射・ハメ撮り・関西人・ガチイキ（2021年8月26日、素人ホイホイFriends）
- ひなこ&あかり（2021年9月3日、俺の素人-Z-）
- 星（2021年10月9日、俺の素人-Z-）
- 【配信専用】エッチなお姉様に見つめられ、囁かれながら、発射させられる…超神業手コキ ♯1（2021年10月28日、ふぇちぽいんと）
- 【究極ハーレム3Pスペシャル】イ●スタにエロい自撮りを載せる、最強セックスクイーン二人組をSNSナンパ！！まぜるな危険！！淫語マシンガンのドS女王と絶頂のドM女王コンビが酒池肉林の饗宴でイキまくる、放送コードぎりぎりの衝撃どえろムービー！！ディープレズキス、潮の飲み合い、精子シェア…この最狂コンビは絡むとエロさが百乗になるぞっ！！一本のチ◯コを巡ってイキまくる、超ボリュームの満足度200%ハーレムSEXで抜いて抜いて抜きまくれっ！！！【イ●スタやりたガール。神回SP】（2022年2月12日、Janet）
- 育乳エステ中に乳首イキ！快楽に耐え切れずにチ○ポを求めてきた女 三尾めぐ 七碧のあ 星あめり 深月めい（2022年4月7日、AKNR）
- 同僚2人と宅飲みしていたらそのまま襲われた 星あめり 永野つかさ（2022年4月21日、AKNR）
- 旦那に内緒でセフレに超絶おねだり♪性欲爆発主婦（2022年7月1日、0）
- 旦那に内緒でセフレに超絶おねだり♪性欲爆発主婦（2022年7月1日、）
- 【盗撮】【試着室】【美容師援助】【レズキス中出し逆3P】Mちゃん&Rちゃん（2022年7月1日、蜃気楼）
- あんり（2023年6月26日、0）
- 【パリピちゃん 001 】あげぽよぉおおお↑↑イクイク激えちギャルの潮ハメパーティ開催ッ！！痴女テク満載即マン即イキ神パコジャパン！楽しくエロく神推しパリピちゃん 5名（2023年10月29日、Rコンテンツ）
- 変態女達のイキ姿 3名（2023年11月18日、Rコンテンツ）
- 爆イキRemix　～あの子の秘めたエッチな才能～ #001（2023年11月21日、Rコンテンツ）
- 7P大乱交in露天風呂&美少女6名超全身舐めハーレムSEX（2024年1月12日、俺の素人-Z- SECOND IMPACT）
- 優しい若妻限定ナンパ 早漏に悩む男子のお悩み相談！「え？すぐ発射しても勃ったままなら良くない？」散々発射を我慢して焦らされた後、最高に気持ち良い中出しさせてくれました！ 星あめり（2024年10月24日、IENFA）

#### FC2
- 鬼チンポｘ素人】彼氏がいるのにパパ活する撮影会モデル れいなさん (仮名) ２６歳 まんこ穴を撮られるだけで絶頂するド淫乱モデルをハメ倒す！【素人・個人撮影】（2018年4月30日、心斎橋ハードコア）
- 鬼チンポｘ素人】種付け寝取り編●ノーハンド絶頂モデル れいなさん (仮名) ２６歳 撮られるだけで絶頂するド淫乱モデルをフラッシュ連射！生チンポまん穴ポルチオ突きで寝取り種付（2018年5月7日、心斎橋ハードコア）
- オリジナル個人撮影◆24歳アパレル店員/真希さん、本気イキ（2018年6月10日、バナナ）
- オリジナル個人撮影　アパレル店員・真希さん（24歳）本性むき出しH動画Part2（2018年6月22日、バナナ）
- 個人撮影オリジナル♥アパレル店員♥真希さん/25歳再会＆連続イキ×14回　ハメ動画♥（2019年2月7日、バナナ）
- オリジナル個人撮影♥アパレル店員♥真希さん（25歳）ツールを使ってお〇んこ攻め♥本気汁出しながら♥ハメハメ動画♥（2019年2月21日、バナナ）
- ＃9　りか　学内人気No1美人教師はドMでド変態！！グチョグチョ中出しセックス＆フェラしてごっくんの２本立て【個人撮影】【はめ撮り】（2019年6月15日、スケザネヘイタ）
- 個人撮影オリジナル♥アパレルショップ店長♥マキさん（26歳）脳イキ＆3体位で恍惚・連続イキ動画♥おまけ動画あり（2019年7月12日、バナナ）
- 【お泊り乱交・ファイナル４】グランプリに輝いた20才学生モデル♀に夢見るお薬使って朝までSEX！巨大ちんぽ連続挿入中出しが気持ち良すぎて涙目痙攣アクメしてったｗｗ【個人撮影・ハメ撮り（2019年9月23日、令和美少女　ゼロ号機）
- オリジナル個人撮影♥アパレルショップ店長マ***syyo**o*qキさん（26歳）いっぱい責めていっぱいイった＆ハメ動画（2020年1月7日、第三営業部）
- 個撮）関西出身で方言がバリくそ可愛い読モ系美女！***syyo**o*qアナルまで舐めちゃうドエロいノーハンドフェラ！（2020年1月9日、 アントニオ斎藤）
- 個撮）レビュー特典付き！エロ過ぎ注意報発令ッ\!***syyo**o*q!エビ反りアクメ＆汗だく騎乗位ファックでイキまくり!!関西弁の方言がバリエロい読モ系美**ハメ撮り本編（2020年1月28日、 アントニオ斎藤）
- 個撮）撮り下ろしお買い得SET！***syyo**o*q豪華レビュー特典付き！男を**えちえちランジェリー姿でフェラ抜きする関西弁読モ系美女＆清楚系美女（2020年2月21日、 アントニオ斎藤）
- 【スペシャル】***syyo**o*qりか＆ひかり　人生最高の味くらべ110分。3Pを経験したい変態彼女のためにセフレを呼んで夢のようなイチャラブ3PでW中出し。【個人撮影】【はめ撮り】【高画質】（2020年10月4日、イチャラブヘイタ）

"*個撮）すっぴん美人【頬ヘコませ】***syyo**o*q粘っこいピストンフェラ（2020年11月20日、【フェラチオハンター】りょう特典あり
商品タグ）"
- (個撮)関西弁女子は3割増し以上可愛くなる説を再・検・証！漢を激萌えさせる方言をかましながらノーハンドフェラする読モ系美女あめりん（2020年12月20日、ハメpay）
- (個撮)生粋のエロさと癒し系オーラを纏う大人女子あめりん！スパイダー杭打ち騎乗位からのバックで激イキアクメ！！（ハメpay）（2020年12月27日、ハメpay）
- 【テカテカ☆エロ尻】***syyo**o*qあめり♪ネコ目美**の体中にオイル塗りたくってハメまくり！チンポの根元まで咥えつつ長い舌を絡ませるフェラ♪ガッツリ腰振る騎乗位エロすぎ★超顔射【特典付・割引中】（2021年3月6日、北千住ハメ撮りサークル）
- ☆ギャル系シングルマザー☆ 関西弁イケイケ美人（27）**を預けてセフレと中出しセックス 満足できずに***syyo**o*q射精直後のちんこをしこペロ（2021年6月2日、東京BUZZハメクション）
- 【】***syyo**o*qギャルーな２人（2021年8月23日、ワクチン）
- (個撮)可愛すぎる関西弁再びっ！えちえち過ぎる大人女子あめりんの積極的ノーハンドフェラで暴発大量口内射精！（2021年8月29日、ハメpay）
- (個撮)すぐイク敏感おマ●コは中出しでお説教！えち過ぎる腰使いで大アクメしまくる大人女子あめりんとのハメ撮りSEX！（2021年9月3日、ハメpay）
- (個撮)一滴残らず全て吸い上げ♡えちえち関西娘あめりん。下着姿で濃厚フェラチオ！（2021年9月8日、ハメpay）
- ☆超お買い得SET☆完全撮り下ろしフェラ動画！！勃起チ〇ポをお口でご奉仕してくれるえちえち美女5人！（7063年9月13日、ハメpay）
- 個撮)男が全員憧れるフェラ技！【まとわりつくエロ舌】***syyo**o*q【チンポ丸呑み】【ノーハンドピストン】そんな彼女は内気で愛しい*でした。（7881年9月7日、【フェラチオハンター】）

#### AKIBI.COM
- 第3回 激戦 白い水着の頂上決戦 THE 3RD BATTLE 02 チームストーム第一試合 佐野あいVS星あめり（2019年2月1日、CF×FC キャットファイト×フェチクラブ）
- BWP NEXT02 開催記念スペシャルマッチ THE LEGACY（2019年5月3日、	バトル）
- 失神マニア・狙われた美女ファイター07（2019年5月17日、	バトル）
- 地下プロレス男女混合物語01（2019年6月21日、	バトル）
- 第3回 激戦 白い水着の頂上決戦 THE 3RD BATTLE 05 チームストーム決勝戦 星あめりVS綾瀬さくら（2019年6月28日、CF×FC キャットファイト×フェチクラブ）

## 出演

### 映画
- 劇場版 いたくて、きもちいいこと（2022年4月、TOHJIRO（伊藤智生）監督） ‐ あめり 役[8]
- 続・股がり天使 旅立ちの朝勃ち（2022年7月1日、オーピー映画） ‐ ジム 役